# Andrew Lim Tan

Andrew Lim Tan (2018)

Andrew Lim Tan (traditionelles chinesisch: 吳聰滿; vereinfachtes chinesisch:吴聪满) (* 1952 in Quanzhou, Fujian, China) ist ein chinesisch-philippinischer Milliardär mit geschäftlichen Aktivitäten in den Bereichen Immobilien, Spirituosen, Lebensmitteleinzelhandel, Glücksspiel und Fast Food. Er ist Hauptanteilseigner der Holdinggesellschaft Alliance Global Group, Inc., deren drei wichtigste Tochterunternehmen der Wohnungsbauprojektentwickler Megaworld, der weltgrößte Branntweinhersteller Emperador Distillers, Inc. und ein Anteil an der landesweiten philippinischen Franchise der Fast-Food-Kette McDonald’s sind. Im Jahr 2023 wurde er vom Forbes-Magazin mit einem geschätzten Nettovermögen von 2,4 Milliarden US-Dollar auf Platz elf der Liste der „40 reichsten Filipinos“ eingestuft.

## Leben und Geschäftstätigkeit
Andrew Lim Tan wurde in Fujian, China, geboren. Als er 4 Jahre alt war, zog die Familie nach Hongkong, wo er unter einfachen Bedingungen aufwuchs. Als er 16 Jahre alt war, wanderte seine Familie auf die Philippinen, nach Manila, aus. Sein Vater war Arbeiter in einer Transistorradiofabrik und seine Mutter war Hausfrau. Trotz ihrem niedrigen sozialen Status ermutigten Andrews Eltern ihren Sohn einen Hochschulabschluss zu machen, der ihn befähigen sollte, in einer Bank zu arbeiten. Nach seinem Schulabschluss an der Far Eastern University studierte er Betriebswirtschaft mit Schwerpunkt Rechnungswesen an der University of the East, wo er mit Magna Cum Laude promovierte. Den Lebensunterhalt während des Studiums bestritt er durch den Verkauf von Uhren, Nachhilfeunterricht in Mathematik und einen Teilzeitjob in einem Import-Export-Unternehmen. Danach arbeitete er in einem Unternehmen, das einem wohlhabenden philippinisch-chinesischen Taipan gehörte. Er war der erfolgreichste Verkäufer des Unternehmens und belieferte große und kleine Haushaltswarengeschäfte im ganzen Land. 1979 erwarb er ein kleines Brennereiunternehmen und nannte es Consolidated Distillers of the Far East. Anfängliche Rückschläge mit seinem Brandy, Emperador, machten sein Kapital fast zunichte, aber er hielt durch, bis er zum meistverkauften Brandy des Landes wurde. 2015 kaufte Grupo Emperador für 13,8 Milliarden Pesos von Beam Suntory die Bodegas Fundador in Jerez de la Frontera, Portugal, und festigte mit dem Zusammenschluss von Emperador und Fundador seine Position als der größte Brandy-Hersteller der Welt.
1989 wandte er sich der Immobilienentwicklung zu und gründete die Megaworld Corporation. Er leistete Pionierarbeit bei der Entwicklung integrierter Townships, in denen Wohn-, Geschäfts-, Unterhaltungs- und Büroräume in einem einzigen Entwicklungsgebiet zusammengefasst sind. Eastwood City, Manila, Philippinen ist das Modell für dieses Township-Projekt, das in vielen Teilen des Landes nachgeahmt wurde. Heute ist es eine geschäftige und florierende integrierte Township-Gemeinde, in der mehr als 20.000 Einwohner und über 50.000 Büroangestellte leben. Forbes Town, Uptown Bonifacio und McKinley Hill in BGC, Taguig City, wurden alle von dem erfolgreichen Eastwood-Projekt inspiriert.
Durch seine eigenen Hotelketten Richmond, Belmont und Savoy, sowie als Franchisenehmer von Marriott, Sheraton, Hilton, Okura, Holiday Inn und Ritz Carlton, war Tan 2018 mit 12.000 Hotelzimmern der größte Hotelbetreiber der Philippinen.